# Baseball klub Olimpija Karlovac
Baseball klub Olimpija je bejzbolski klub iz Karlovca. Klupsko sjedište je u Rossijevoj ulici 10. Klub je poznat i pod svojim dugogodišnim imenom Kelteks.

## Klupski uspjesi
(popis nepotpun)

### Domaći uspjesi
- prvaci Hrvatske: 1994., 1995., 1997., 1998., 1999., 2000., 2002., 2003., 2006., 2007., 2009., 2013., 2015.,[1] 2016., 2020.,[2] 2021., 2022., 2023.
- doprvaci: 1992., 1993., 1996., 2001., 2008., 2010., 2012., 2014., 2016., 2019.[3]

- hrvatski kup: 
  - prvaci: 2010.
  - doprvaci: 2007.

### Europski uspjesi
- osvajači Kupa CEB-a: 2006.
- osvajači Kupa Federacija: 2021.
  - prvaci Interlige: 1998., 1999., 2006., 2007., 2013., 2014., 2018.
  - doprvaci: 2015.[4]

## Vanjske poveznice
- Facebook Baseball Klub Olimpija Karlovac